# صدف مته‌ای شرقی
صدف مته‌ای شرقی (نام علمی: Terebra dislocata) نام یک گونه از سرده مته‌ای‌ها است.